# Drążewo
Drążewo – wieś sołecka w Polsce położona w województwie mazowieckim, w powiecie ciechanowskim, w gminie Sońsk.
W latach 1975–1998 miejscowość administracyjnie należała do województwa ciechanowskiego.
Wieś graniczy z miejscowościami: Sarnowa Góra, Łebki Wielkie, Mieszki, Damięty-Narwoty oraz Chrościce. Przeważają tu głównie grunty trzeciej, czwartej i piątej klasy. W latach 1961–2000 mieściła się tu szkoła podstawowa pod nazwą "Berlińskiego pułku ułanów legionowych". Szkoła została wybudowana przy pomocy jednostki wojskowej z Ciechanowa.
Przyszedł tutaj na świat Henryk Goryszewski.